# Lotus 77
Der Lotus 77 ist ein Formel-1-Rennwagen, den eine Arbeitsgruppe um Colin Chapman Ende 1975 für das britische Team Lotus entwickelte.
Die Chassis kamen allein in der Formel-1-Saison 1976 und nur beim Werksteam zum Einsatz. Nach dem Hauptsponsor hießen sie auch John Player Special MK II. Insgesamt wurden drei 77 aufgebaut, die mit den Kennungen 77/1, 77/2 und 77/3 bzw. nach Sponsor-Namensschema JPS11, JPS12 und JPS14 bezeichnet wurden. Alle Fahrzeuge hatten einen Cosworth-DFV-Motor. Der Lotus 77 markierte den Beginn der Rückkehr von Lotus zum Weltmeisterteam nach einem zwischenzeitlichen Formtief Mitte der 1970er-Jahre.

## Geschichte

### Hintergrund
Mit dem Lotus 72 verfügte das Team von Colin Chapman zum Beginn der 1970er-Jahre über das modernste und schnellste Fahrzeug im Fahrerfeld. Zwischen 1970 und 1973 gewann Lotus zwei Fahrertitel, zwei Konstrukteurstitel und zahlreiche Rennen. Trotz dieser Erfolge wurde 1973 die Entwicklung des Lotus 76 angestoßen, um in der Saison 1974 mit einem Nachfolger für den inzwischen vier Jahre alten 72 antreten zu können. Der neue Wagen wurde mit einem halbautomatischen Getriebe ausgestattet, das aber technisch nicht ausgereift war, weswegen die beiden Fahrer Ronnie Peterson und Jacky Ickx nach drei Doppelausfällen die Rückkehr zum bewährten Lotus 72 forderten. Mit dem alten Wagen gewann Peterson 1974 noch drei Rennen, doch war das Konzept des Lotus 72 in der Formel-1-Saison 1975 endgültig an seine Grenzen gestoßen und praktisch nicht mehr konkurrenzfähig. Durch Druck des Hauptsponsors British American Tobacco im Angesicht des sportlichen Niedergangs geriet Lotus endgültig unter Zugzwang, schnell ein konkurrenzfähiges Fahrzeug zu bauen. Ende 1975 begannen daher die Arbeiten am neuen Lotus 77.

### Lotus 77 (1976)
Das Debüt des Lotus 77 beim Großen Preis von Brasilien der Formel-1-Saison 1976 geriet zum Desaster: Die Fahrer Ronnie Peterson und Mario Andretti qualifizierten sich im hinteren Teil des Feldes und fielen beide im Laufe des Rennens aus. Daraufhin trennte sich Lotus von beiden Fahrern – Peterson wechselte zu March, Andretti zu Vel’s Parnelli Jones Racing. Die nominierten Nachfolger Gunnar Nilsson und Bob Evans hatten beide nur begrenzte bis gar keine Erfahrung in Formel-1-Fahrzeugen und waren daher chancenlos. Zu diesem Zeitpunkt befand sich Lotus auf dem endgültigen sportlichen Tiefpunkt.
Ab dem Großen Preis von Spanien besserte sich die Situation: Nachdem Parnelli Jones aus finanziellen Gründen den Rennbetrieb einstellen musste, kehrte Andretti zu Lotus zurück und engagierte sich umfangreich in der Fahrzeugentwicklung. Nilsson blieb zweiter Fahrer. Außerdem konnte Tony Southgate als neuer Chefdesigner verpflichtet werden. Dadurch entwickelte sich der Lotus mit dem 77 zum Ende der Saison zu einem ernsthaften Gegner, doch konnte das Team in keine der beiden Meisterschaften noch aktiv eingreifen. Die Fahrer zeigten sich nie ganz zufrieden mit dem Fahrzeug und bemängelten immer wieder die Trägheit und nicht ausreichende Höchstgeschwindigkeit des Wagens. Saisonhöhepunkt war der Große Preis von Japan, bei dem Andretti von der Pole-Position startete und das Rennen gewann. Bereits beim Großen Preis von Schweden wäre ein erster Sieg möglich gewesen, doch musste Andretti dort überlegen in Führung liegend mit Motorproblemen aufgeben. Vier weitere Platzierungen unter den ersten drei über die Saison deuteten auf den Aufwärtstrend des Lotus-Teams hin. Zum ersten Rennen der Formel-1-Saison 1977 stand bereits der Nachfolger Lotus 78 zur Verfügung, weshalb die 77 zu keinem weiteren Renneinsatz mehr kamen.

## Technik
Der Lotus 77 entstand als Nachfolger für den gescheiterten Lotus 76 in einer für Lotus neuen Weise: Es wurde eine Gruppe von Ingenieuren zusammengestellt, die unabhängig voneinander anhand verschiedener Vorgaben allein die Entwicklung eines bestimmten Fahrzeugbereichs vorantreiben sollten. Diese Arbeitsweise führte aber auch zu Kommunikationsproblemen, da z. B. Teile der ursprünglich erdachten Vorderradaufhängung wie Federung und Bremsen außerhalb des Chassis lagen und so insbesondere die Höchstgeschwindigkeit durch die gestörte Aerodynamik negativ beeinflussten. Der neue Wagen hatte in der Ursprungsvariante keine sonderlichen aerodynamischen oder technischen Innovationen; Erfolg sollte stattdessen durch akribische Vorbereitung und Abstimmung der Chassis für die einzelnen Rennstrecken erreicht werden. Dieses Ziel ließ sich aber nicht umsetzen und erst die Rückkehr von Mario Andretti im Frühjahr sowie das Engagement von Tony Southgate brachten die Wende: So fiel die ursprüngliche eckige Airbox über dem Kopf des Fahrers ab dem vierten Saisonrennen aufgrund von Regeländerungen weg. Eine neu entwickelte Vorderradaufhängung verbesserte die Aerodynamik an der Fahrzeugfront. Der Ölkühler wurde in die Fahrzeugnase versetzt, was die Gewichtsverteilung verbesserte. Außerdem wurde eine Möglichkeit geschaffen, den Stabilisator an der Hinterachse während der Fahrt zu verstellen, was den Fahrern die Möglichkeit gab, ohne Boxenstopp das Verhalten des Wagens auf der Strecke zu verändern. Weiter wurde Ende der Saison ein experimenteller Unterboden eingebaut, der erste Ansätze der späteren Wing Cars vorwegnahm, die sehr hohe Kurvengeschwindigkeiten durch Ausnutzung des Bodeneffekts erreichen konnten. Dazu wurden die ursprünglich sehr kurzen Seitenkästen weiter nach vorn gezogen.
Der 77 wurde wie etliche andere Formel-1-Wagen dieser Zeit von dem Ford-Cosworth-DFV-Motor angetrieben, der im Ursprung auf das Jahr 1966 zurückging und einst von Lotus-Teamchef Colin Chapman initiiert worden war. Im Gegenzug für die Namensnennung hatte Ford dem Motorenhersteller Cosworth £ 100.000 für die Entwicklung und Produktion dieses 3-Liter-Formel-1-Motors zur Verfügung gestellt, beteiligte sich aber nicht weiter am Projekt. Der Motor war als tragendes Teil in einen Gitterrohrrahmen einbezogen; die Antriebskraft wurde über ein Hewland-Getriebe an die Hinterräder übertragen. Die Karosserie bestand aus Aluminiumblech.

## Lackierung und Sponsoring
Das Team Lotus lackierte alle eingesetzten 77 im symbolträchtigen, seit 1972 eingesetzten schwarz-goldenen Farbschema von John Player Special, einer Tabakmarke des Hauptsponsors Imperial Tobacco. Weitere große Sponsoren gab es nicht. Die schwarze Grundlackierung wurde durch goldfarbene Konturlinien und Logos ergänzt. Auffällig war die große Darstellung des Union Jack auf der Fahrzeugnase sowie den Seitenkästen.

## Galerie

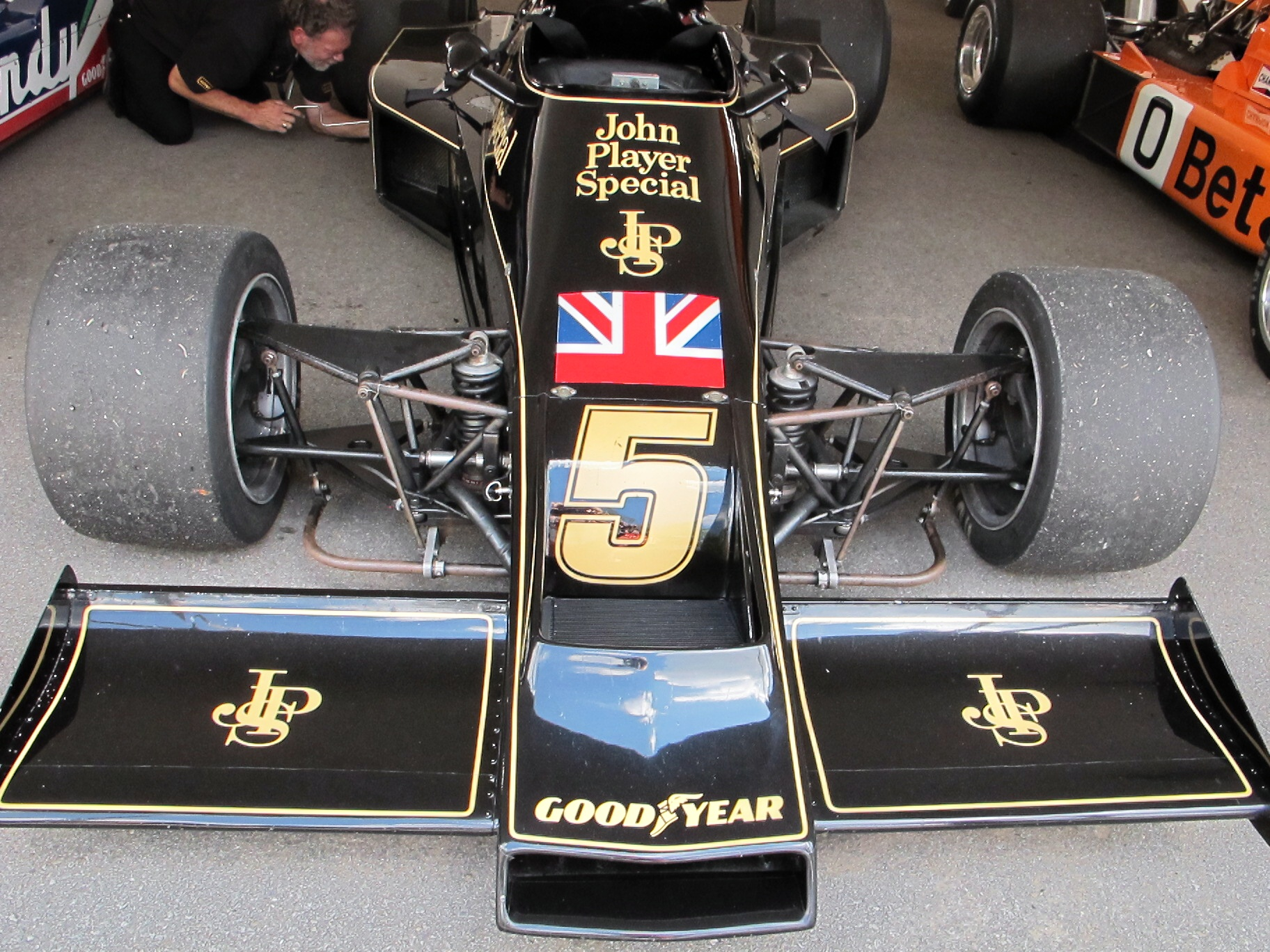
Front des Lotus 77
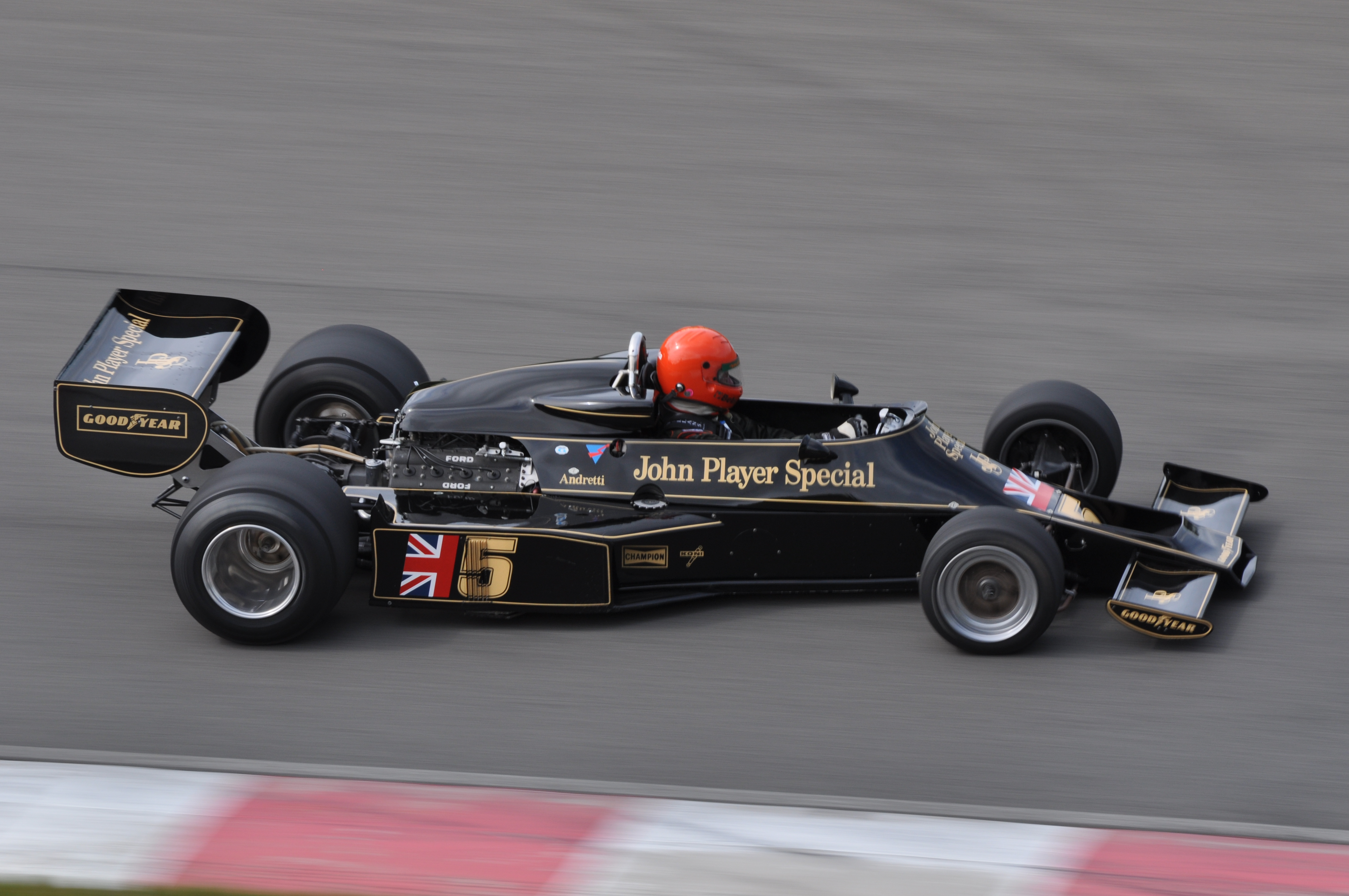
Seitenansicht des Lotus 77
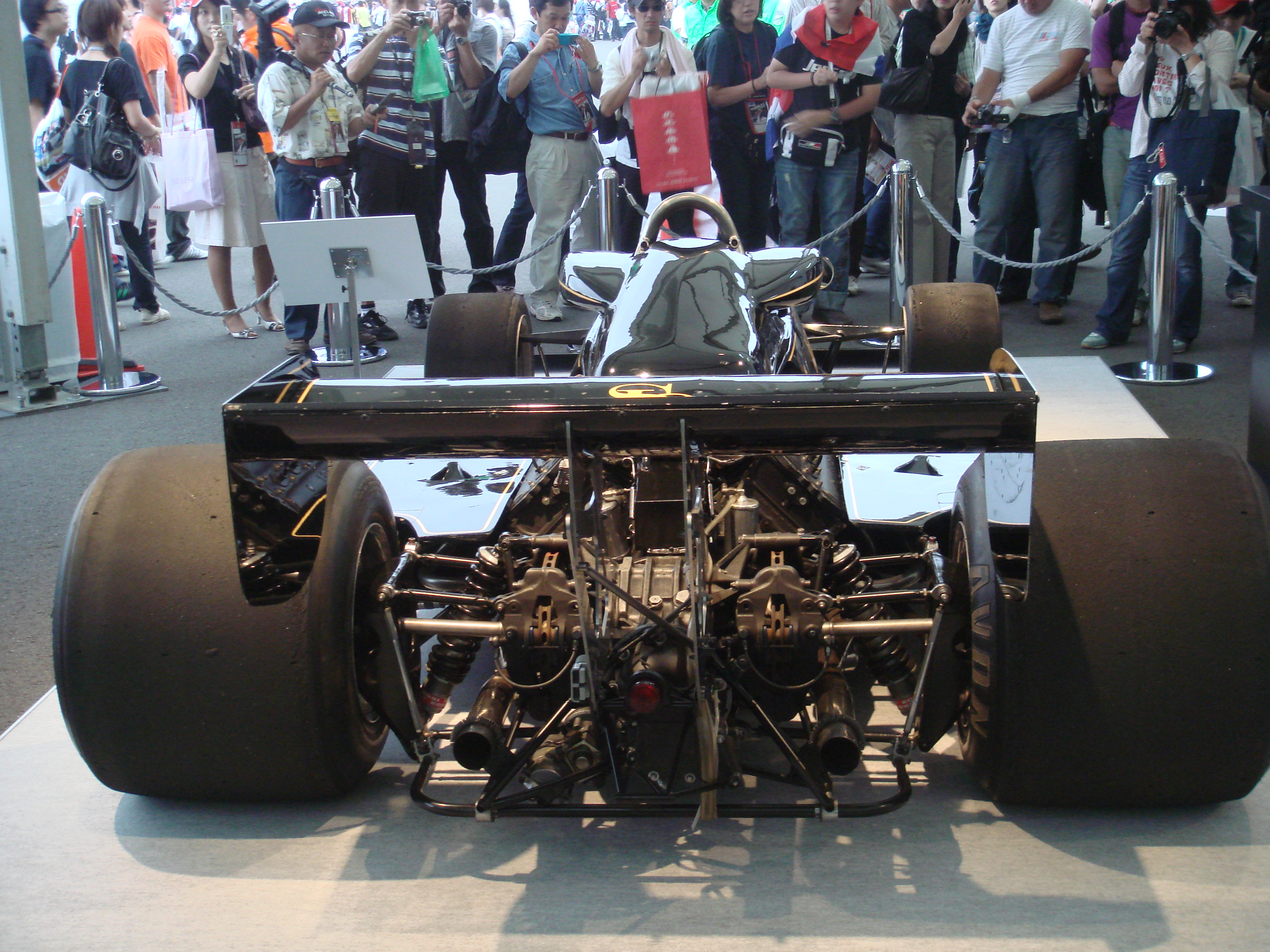
Heck des Lotus 77
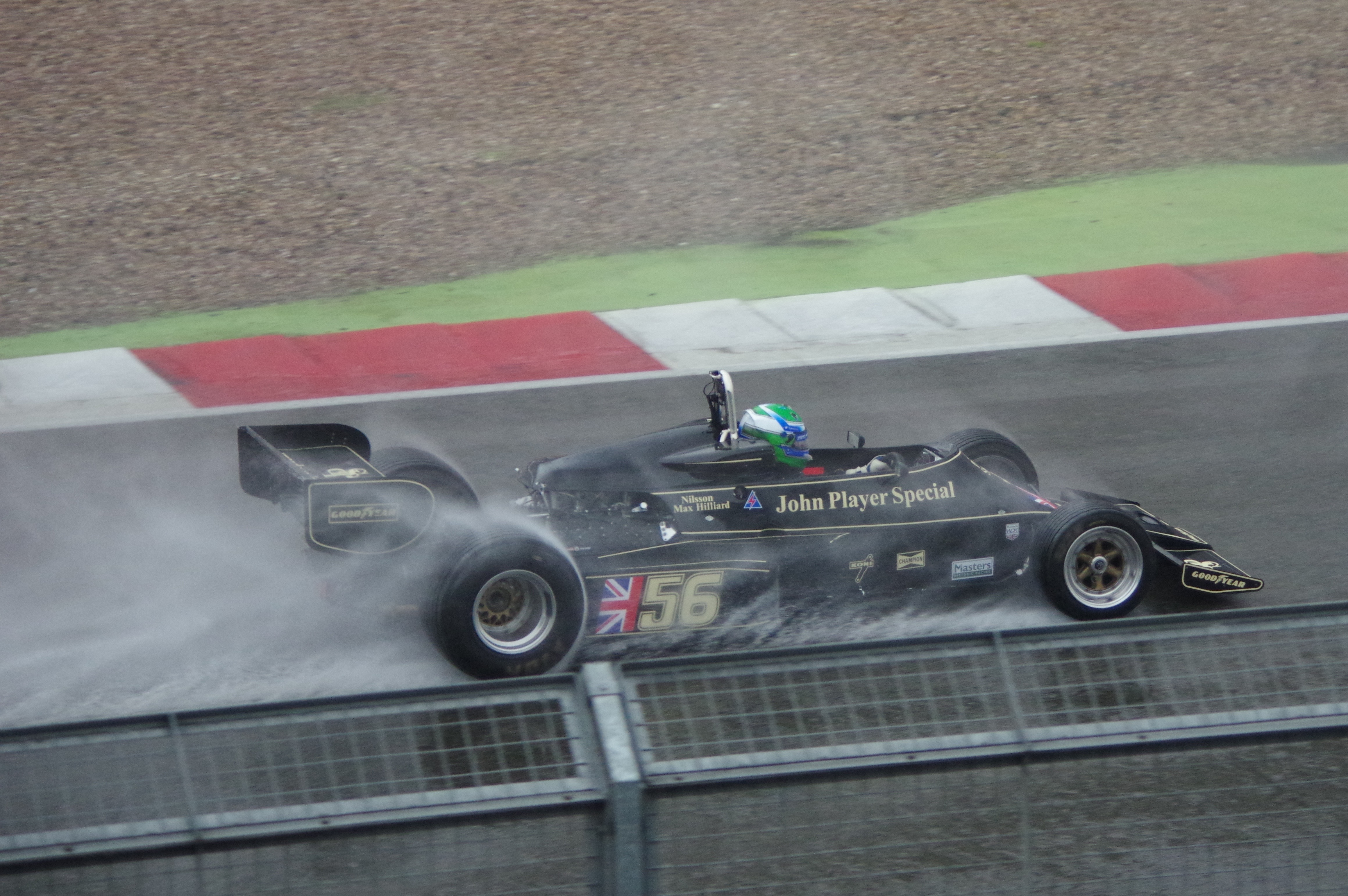
77 von 1976 im Regen, Silverstone, 2015
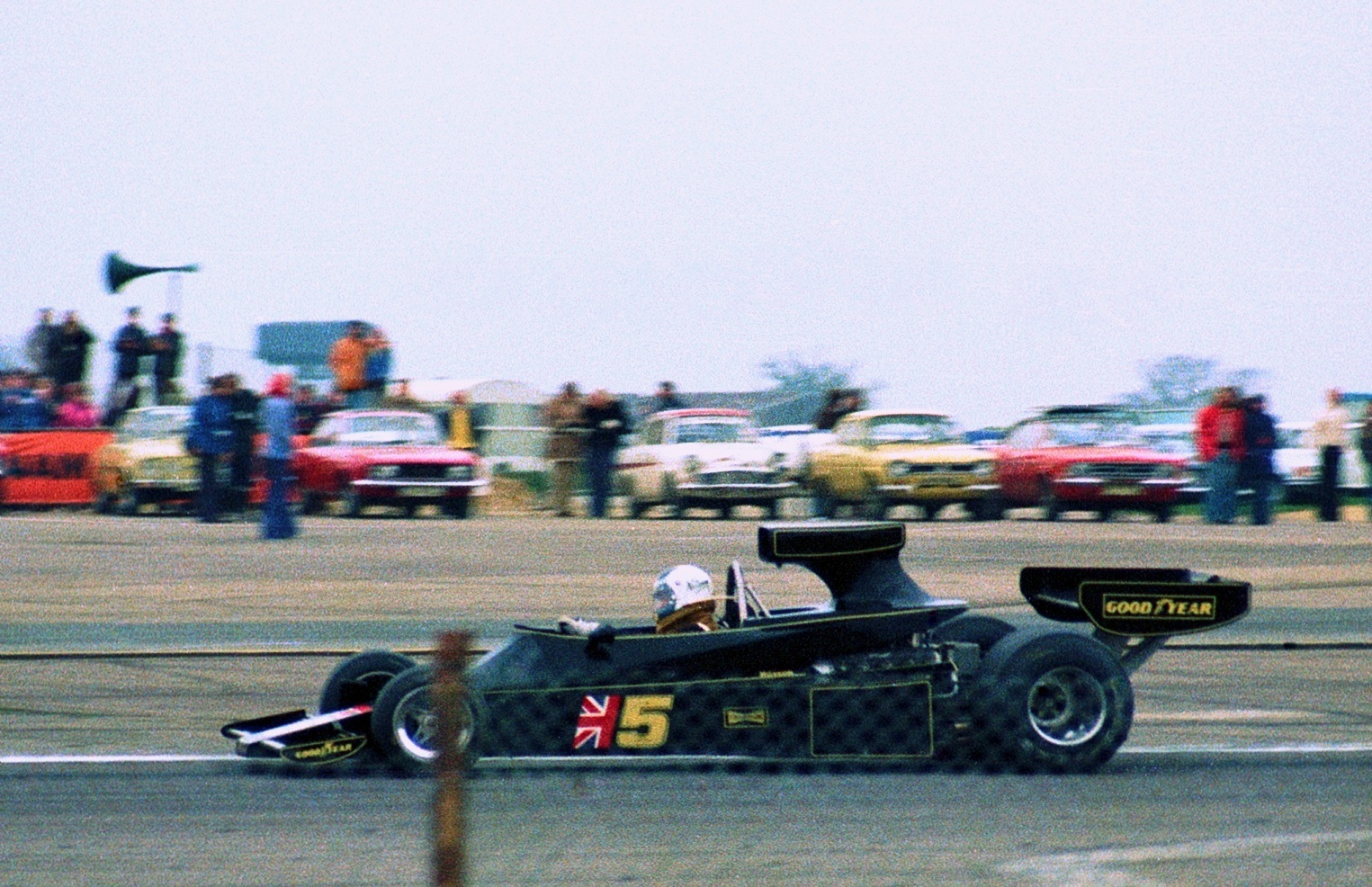
Gunnar Nilsson im Ur-77 noch mit Lufthutze, Silverstone, 1976
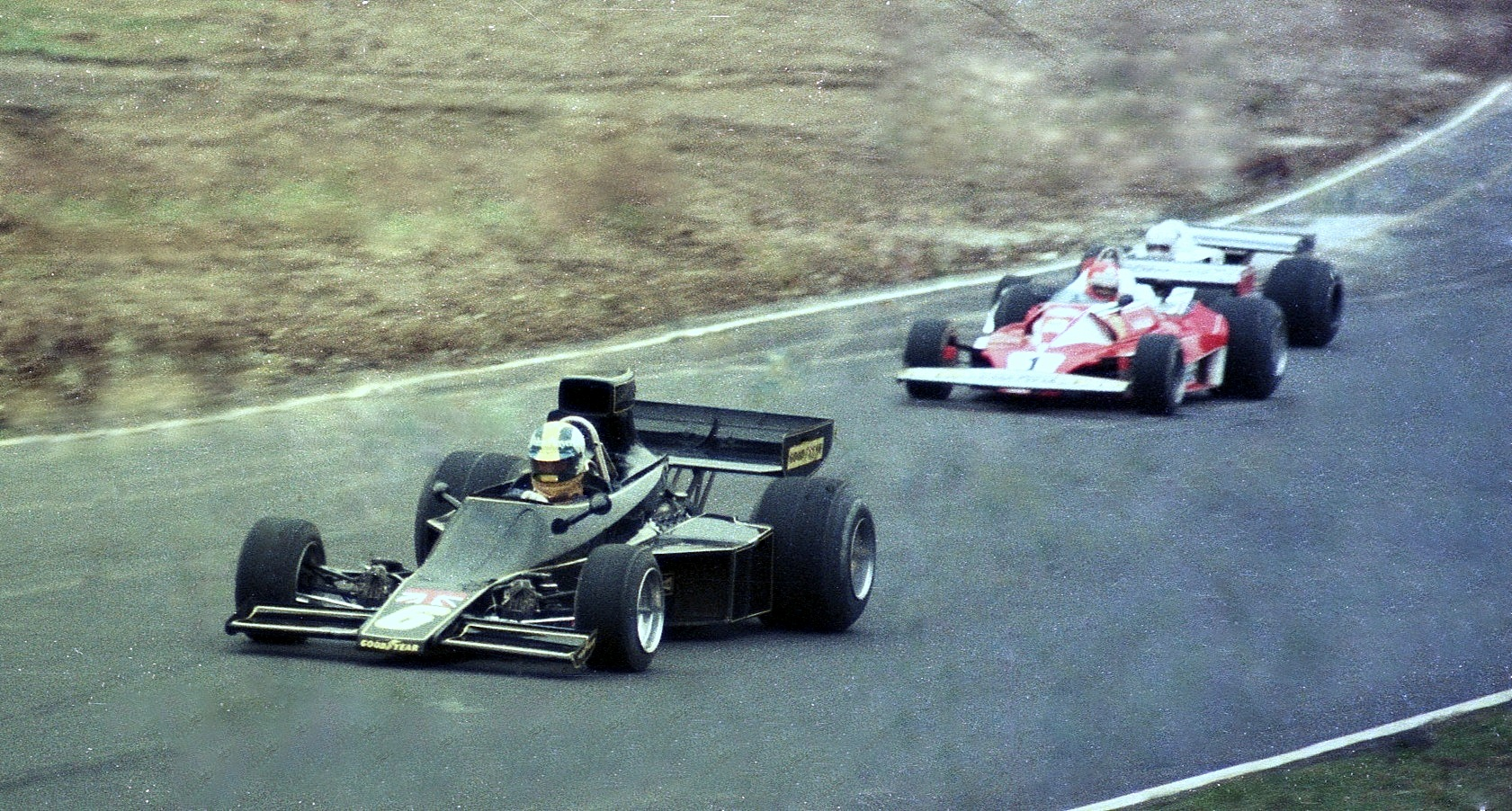
Nilsson im Duell mit Niki Lauda und Alan Jones, Brands Hatch, 1976
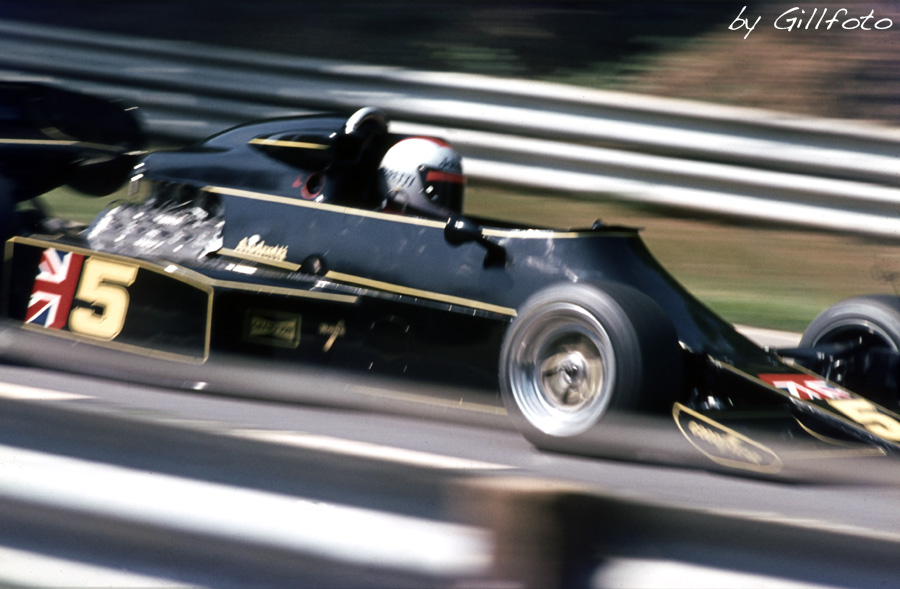
Mario Andretti im späteren 77, 1976

## Ergebnisse – Statistik in der Automobil-Weltmeisterschaft
Diese Statistik umfasst alle Ergebnisse von Fahrern, die mit einem Lotus 77 an Rennen der Automobil-Weltmeisterschaft teilnahmen, die heutzutage als Formel-1-Weltmeisterschaft bezeichnet wird.
Gesamtübersicht
| Fahrer               | Nr.                  | 1   | 2   | 3   | 4   | 5   | 6   | 7   | 8   | 9   | 10 | 11 | 12  | 13  | 14 | 15  | 16 | Punkte | Rang |
| Formel-1-Saison 1976 | Formel-1-Saison 1976 |     |     |     |     |     |     |     |     |     |    |    |     |     |    |     |    | 29     | 4.   |
| Mario Andretti       | 5                    |     |     |     | DNF | DNF |     | DNF | 5   | DNF | 12 | 5  | 3   | DNF | 3  | DNF | 1  | 29     | 4.   |
| Ronnie Peterson      | 5                    | DNF |     |     |     |     |     |     |     |     |    |    |     |     |    |     |    | 29     | 4.   |
| Bob Evans            | 5                    |     | 10  | DNQ |     |     |     |     |     |     |    |    |     |     |    |     |    | 29     | 4.   |
| Mario Andretti       | 6                    | DNF |     |     |     |     |     |     |     |     |    |    |     |     |    |     |    | 29     | 4.   |
| Gunnar Nilsson       | 6                    |     | DNF | DNF | 3   | DNF | DNF | DNF | DNF | DNF | 5  | 3  | DNF | 13  | 12 | DNF | 6  | 29     | 4.   |

| Legende  | Legende            | Legende                                                          |
| Farbe    | Abkürzung          | Bedeutung                                                        |
| -------- | ------------------ | ---------------------------------------------------------------- |
| Gold     | –                  | Sieg                                                             |
| Silber   | –                  | 2. Platz                                                         |
| Bronze   | –                  | 3. Platz                                                         |
| Grün     | –                  | Platzierung in den Punkten                                       |
| Blau     | –                  | Klassifiziert außerhalb der Punkteränge                          |
| Violett  | DNF                | Rennen nicht beendet (did not finish)                            |
| Violett  | NC                 | nicht klassifiziert (not classified)                             |
| Rot      | DNQ                | nicht qualifiziert (did not qualify)                             |
| Rot      | DNPQ               | in Vorqualifikation gescheitert (did not pre-qualify)            |
| Schwarz  | DSQ                | disqualifiziert (disqualified)                                   |
| Weiß     | DNS                | nicht am Start (did not start)                                   |
| Weiß     | WD                 | zurückgezogen (withdrawn)                                        |
| Hellblau | PO                 | nur am Training teilgenommen (practiced only)                    |
| Hellblau | TD                 | Freitags-Testfahrer (test driver)                                |
| ohne     | DNP                | nicht am Training teilgenommen (did not practice)                |
| ohne     | INJ                | verletzt oder krank (injured)                                    |
| ohne     | EX                 | ausgeschlossen (excluded)                                        |
| ohne     | DNA                | nicht erschienen (did not arrive)                                |
| ohne     | C                  | Rennen abgesagt (cancelled)                                      |
| ohne     | keine WM-Teilnahme |                                                                  |
| sonstige | P/fett             | Pole-Position                                                    |
| sonstige | 1/2/3/4/5/6/7/8    | Punktplatzierung im Sprint-/Qualifikationsrennen                 |
| sonstige | SR/kursiv          | Schnellste Rennrunde                                             |
| sonstige | *                  | nicht im Ziel, aufgrund der zurückgelegten Distanz aber gewertet |
| sonstige | ()                 | Streichresultate                                                 |
| sonstige | unterstrichen      | Führender in der Gesamtwertung                                   |

## Technische Daten
| Kenngrößen                | Lotus 77, 1976                                                                                      |
| ------------------------- | --------------------------------------------------------------------------------------------------- |
| Motor                     | Ford-Cosworth DFV V8-Motor, Mittelmotor (längs hinter dem Fahrer)                                   |
| Hubraum (Bohrung × Hub)   | 2993 cm³ (85,7 × 64,8 mm)                                                                           |
| Verdichtung               | 11,0 : 1                                                                                            |
| Leistung                  | 485 PS (ca. 362 kW) bei 10.600/min                                                                  |
| Ventilsteuerung           | 2 obenliegende Nockenwellen je Zylinderbank (DOHC)                                                  |
| Gemischaufbereitung       | Lucas-Saugrohreinspritzung                                                                          |
| Kraftübertragung          | 5-Gang-Getriebe, Hewland FG 400, Hinterradantrieb                                                   |
| Karosserie                | Aluminiummonocoque, Antriebsgruppe tragend                                                          |
| Radaufhängung vorn        | doppelte Querlenker mit Stabilisator, Schraubenfedern und Stoßdämpfer                               |
| Radaufhängung hinten      | doppelte Querlenker mit Stabilisator, Schraubenfedern, Stoßdämpfern und je einem oberen Längslenker |
| Lenkung                   | Zahnstangenlenkung, zweiteilige Lenksäule                                                           |
| Bremse                    | Scheibenbremse                                                                                      |
| Leergewicht (ohne Fahrer) | ca. 593 kg                                                                                          |